# Turnen op de Olympische Zomerspelen 1928
Turnen is een van de sporten die beoefend werden tijdens de Olympische Zomerspelen 1928 in Amsterdam. Het was de eerste editie waarop vrouwen mochten deelnemen. 

## Heren

### team
| rang   | sporter(s) | land | punten   |
| ------ | --- | ---- | -------- |
| Goud   | Georges Miez Hermann Hänggi Eugen Mack Melchior Wezel Eduard Steinemann August Güttinger Hans Grieder Otto Pfister                                    | SUI  | 1718.625 |
| Zilver | Ladislav Vácha Emanuel Löffler Jan Gajdoš Josef Effenberger Bedřich Šupčík Václav Veselý Jan Koutný Ladislav Tíkal                                    | TCH  | 1712.250 |
| Brons  | Leon Štukelj Josip Primožič Anton Malej Edvard Antosiewicz Boris Gregorka Janez Porenta Stane Derganc Dragutin Ciotti                                 | YUG  | 1648.750 |
| 4      | Armand Solbach Georges Leroux André Lemoine Jean Larrouy Etienne Schmitt Jean Gounot Antoine Chatelain Alfred Kraus                                   | FRA  | 1620.750 |
| 5      | Heikki Savolainen Mauri Nyberg-Noroma Martti Uosikkinen Jaakko Kunnas Urho Korhonen Rafael YIönen Kaiku Kinos Birger Stenman                          | FIN  | 1609.250 |
| 6      | Romeo Neri Mario Lertora Vittorio Lucchetti Ferdinando Mandrini Giuseppe Lupi Mario Tambini Giuseppe Paris Ezio Roselli                               | ITA  | 1599.125 |
| 7      | Alfred Jochim Glenn Berry Frank Kriz Frank Haubold Harold Newhart John Pearson Herman Witzig Paul Krempel                                             | USA  | 1519.125 |
| 8      | Elias Melkman Pieter van Dam Mozes Jacobs Israel Wijnschenk Willibrordus Bernardus Pouw Klaas Boot Jacobus Ferdinand van der Vinden Hugo Georg Licher | NED  | 1364.875 |

### individuele meerkamp
| rang              | sporter(s)          | land    | punten  |
| ----------------- | ------------------- | ------- | ------- |
| Goud              | Georges Miez        | SUI     | 247.500 |
| Zilver            | Hermann Hänggi      | SUI     | 246.625 |
| Brons             | Leon Štukelj        | YUG     | 244.875 |
| 4                 | Romeo Neri          | ITA     | 244.750 |
| 5                 | Josip Primožič      | YUG     | 244.000 |
|                   | Mauri Nyberg-Noroma | FIN     | 243.750 |
| Heikki Savolainen | FIN                 | 243.750 |         |
| 8                 | Eugen Mack          | SUI     | 243.250 |

### paard voltige
| rang   | sporter(s)          | land | punten |
| ------ | ------------------- | ---- | ------ |
| Goud   | Hermann Hänggi      | SUI  | 59.25  |
| Zilver | Georges Miez        | SUI  | 57.25  |
| Brons  | Heikki Savolainen   | FIN  | 56.50  |
| 4      | Eduard Steinemann   | SUI  | 56.00  |
| 5      | August Güttinger    | SUI  | 55.75  |
| 6      | Georges Leroux      | FRA  | 54.75  |
| 7      | Mauri Nyberg-Noroma | FIN  | 54.50  |
| 7      | Melchior Wezel      | SUI  | 54.50  |

### ringen
| rang   | sporter(s)          | land | punten |
| ------ | ------------------- | ---- | ------ |
| Goud   | Leon Štukelj        | YUG  | 57.75  |
| Zilver | Ladislav Vácha      | TCH  | 57.749 |
| Brons  | Emanuel Löffler     | TCH  | 56.50  |
| 4      | Romeo Neri          | ITA  | 56.00  |
| 5      | Mauri Nyberg-Noroma | FIN  | 55.00  |
| 6      | Bedřich Šupčík      | TCH  | 54.75  |
| 7      | Paul Krempel        | USA  | 54.50  |
| 8      | Jan Gajdoš          | TCH  | 54.25  |
| 8      | Georges Miez        | SUI  | 54.25  |
| 8      | Armand Solbach      | FRA  | 54.25  |

### sprong
| rang   | sporter(s)       | land | punten |
| ------ | ---------------- | ---- | ------ |
| Goud   | Eugen Mack       | SUI  | 28.750 |
| Zilver | Emanuel Löffler  | TCH  | 28.500 |
| Brons  | Stane Derganc    | YUG  | 28.375 |
| 4      | Georges Miez     | SUI  | 28.250 |
| 4      | Josip Primožič   | YUG  | 28.250 |
| 6      | Georges Leroux   | FRA  | 28.000 |
| 7      | August Güttinger | SUI  | 27.750 |
| 7      | Janez Porenta    | YUG  | 27.750 |
| 7      | Herman Witzig    | USA  | 27.750 |

### brug
| rang   | sporter(s)          | land | punten |
| ------ | ------------------- | ---- | ------ |
| Goud   | Ladislav Vácha      | TCH  | 56.50  |
| Zilver | Josip Primožič      | YUG  | 55.50  |
| Brons  | Hermann Hänggi      | SUI  | 54.25  |
| 4      | Jan Gajdoš          | TCH  | 53.75  |
| 4      | André Lemoine       | FRA  | 53.75  |
| 4      | Bedřich Šupčík      | TCH  | 53.75  |
| 7      | Mario Lertora       | ITA  | 53.50  |
| 7      | Mauri Nyberg-Noroma | FIN  | 53.50  |
| 7      | Leon Štukelj        | YUG  | 53.50  |
| 7      | Melchior Wezel      | SUI  | 53.50  |

### rekstok
| rang   | sporter(s)         | land | punten |
| ------ | ------------------ | ---- | ------ |
| Goud   | Georges Miez       | SUI  | 57.50  |
| Zilver | Romeo Neri         | ITA  | 57.00  |
| Brons  | Eugen Mack         | SUI  | 56.75  |
| 4      | Hermann Hänggi     | SUI  | 56.50  |
| 4      | Vittorio Lucchetti | ITA  | 56.50  |
| 6      | Josip Primožič     | YUG  | 56.00  |
| 7      | Hans Grieder       | SUI  | 55.75  |
| 7      | August Güttinger   | SUI  | 55.75  |

## Dames

### team
| rang   | sporter(s) | land | punten |
| ------ | --- | ---- | ------ |
| Goud   | Stella Agsteribbe Petronella Burgerhof Elka de Levie Lea Nordheim Ans Polak Judikje Simons Co Stelma Mien van den Berg Alie van den Bos Annie van der Vegt Petronella van Randwijk Riek van Rumt                    | NED  | 316.75 |
| Zilver | Bianca Ambrosetti Lavinia Gianoni Luigina Giavotti Virginia Giorgi Germana Malabarba Clara Marangoni Luigina Perversi Diana Pizzavini Luisa Tanzini Carolina Tronconi Ines Vercesi Rita Vittadini                   | ITA  | 289.00 |
| Brons  | Annie Broadbent Lucy Desmond Margaret Hartley Amy Jagger Isobel Judd Jessie Kite Marjorie Moreman Edith Pickles Ethel Seymour Ada Smith Hilda Smith Doris Woods                                                     | GBR  | 258.25 |
| 4      | Mária Hámos Aranka Hennyey Anna Kael Margit Pályi Erzsébet Rudas Nándorné Szeiler Ilona Szöllősi Judit Tóth Rudolfné Herpich Iren Hennyey Margit Kövessy Irén Rudas                                                 | HUN  | 256.50 |
| 5      | Honorine Delescluse Louise Delescluse Georgette Meulebroeck Mathilde Bataille Galuelle Dhont Valentine Héméryck Jeanne Vanoverloop Paulette Houteer Berthe Verstraete Geneviève Vankiersbilck R. Oger A. Straeteman | FRA  | 247.50 |

## Medaillespiegel
| rang   | land              | goud | zilver | brons | totaal |
| ------ | ----------------- | ---- | ------ | ----- | ------ |
| 1      | Zwitserland       | 5    | 2      | 2     | 9      |
| 2      | Tsjecho-Slowakije | 1    | 3      | 1     | 5      |
| 3      | Joegoslavië       | 1    | 1      | 3     | 5      |
| 4      | Nederland         | 1    | 0      | 0     | 1      |
| 5      | Italië            | 0    | 2      | 0     | 2      |
| 6      | Finland           | 0    | 0      | 1     | 1      |
| 6      | Groot-Brittannië  | 0    | 0      | 1     | 1      |
| totaal | totaal            | 8    | 8      | 8     | 24     |